# Joanna (Karolina Południowa)
Joanna – jednostka osadnicza w Stanach Zjednoczonych, w stanie Karolina Południowa, w hrabstwie Laurens.